# Catherine Blackledge
Catherine Blackledge (ur. 1968) – brytyjska dziennikarka, autorka książek popularnonaukowych, orędowniczka edukacji seksualnej i płodności.

## Życiorys
Catherine Blackledge jest popularyzatorką nauki. Posiada doktorat z chemii, który otrzymała w Birkbeck College w Londynie. Pracowała jako redaktorka publikacji specjalistycznych w tym European Chemical News i Pharmaceutical Business News, a także była korespondentką naukowo-medyczną The European. Pracowała w Instytucie Historii Medycyny Wellcome. W 1999 roku została nominowana do prestiżowej nagrody Glaxo Science Writers Prize.
Obecnie jest niezależną pisarką naukową. Specjalizuje się w dziedzinie seksualności. Temat ten stał jej się bliski, kiedy okazało się, że jest bezpłodna. Niepłodność stała się katalizatorem do badań na temat waginy. Jej pierwsza książka Wagina. Kobieca seksualność w historii kultury została przetłumaczona na dziesięć języków i opublikowana w trzynastu krajach. Książka pojawiła się w Wielkiej Brytanii w 2003 pt. The Story of V: Opening Pandora’s Box. Została sprzedana w ponad 100 000 egzemplarzach. Pierwsze polskie wydanie ukazało się w 2005. Drugie wydanie z nowym wstępem autorki oraz zmienionym tytułem (Wagina. Sekretna historia kobiecej siły) zostało wydane w Polsce w 2019. Na okładce książki wykorzystano fragment pracy artystki Iwony Demko Różowy kwadrat na białym tle – dla kobiet które kochają swoją płeć.
Catherine Blackledge jest również autorką biografii astrologa Williama Lilly’ego.
Poprzez swoją stronę internetową zbiera historie o kobietach podnoszących spódnice w geście ana-suromai. Jej misją jest wzmocnić dziewczęta i kobiety w kwestii pozytywnego myślenia o własnych genitaliach, tak aby każda posiadaczka waginy była z niej dumna. Prowadzi kampanię, aby wprowadzić do angielskiego słownika słowo „verenda” – pozytywne i pełen szacunku określenie waginy.
Mieszka w północno-zachodniej Anglii z mężem i córką.

## Książki
- Catherine Blackledge: Wagina. Sekretna historia kobiecej siły. Warszawa: Prószyński i S-ka, 2019. ISBN 978-83-8169-049-2. Brak numerów stron w książce
- Catherine Blackledge: Man Who Saw The Future: A Biography of William Lilly. Watkins Media, 2015. ISBN 978-1-78028-800-0. Brak numerów stron w książce